# 大江东去 (1954年电影)
《大江东去》（英語：River of No Return）是一部发行于1954年的美国西部片。由奥托·普雷明格导演，由玛丽莲·梦露、罗伯特·米彻姆联袂主演。这是福克斯当年票房收入最高的电影之一，片中有多首经典歌曲，主题曲River of No Return于1955年被香港时代曲女歌手姚莉翻唱为同名中文歌曲，后被凤飞飞，梅艳芳，姚苏蓉，翁虹，刘文正，叶瑷菱，林淑容，万茜等人传唱。

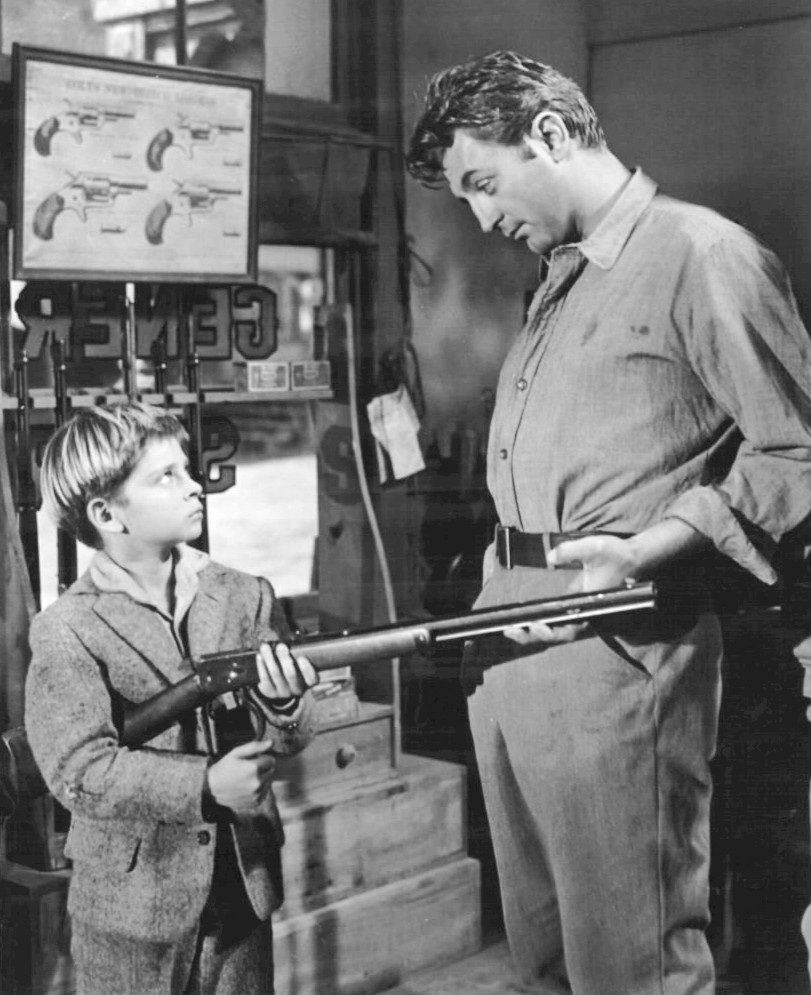
剧照

## 剧情
讲述美国淘金热时代歌女的爱情故事。

## 演员
- 罗伯特·米切姆：飾演麥特·考尔德

- 玛丽莲·梦露：饰演凯·韦斯顿